# 非公有制经济
非公有制经济是中国共产党提出的经济概念，与公有制经济相对。非公有制经济主要包括个体经济、私营经济、外资经济。
非公有制经济在中国共产党第十五次全国代表大会报告里首次明确提出：“非公有制经济是我国社会主义市场经济的重要组成部分。对个体、私营等非公有制经济要继续鼓励、引导，使之健康发展。”1999年3月，九届全国人大二次会议的宪法修正案，正式把社会主义的基本经济制度确定为“公有制为主体、多种所有制经济共同发展”；把非公经济地位由原来“补充”确定为“重要组成部分”，非公有制经济正式成为市场竞争的主体。